# St. Nikolaus (Schrattenbach)

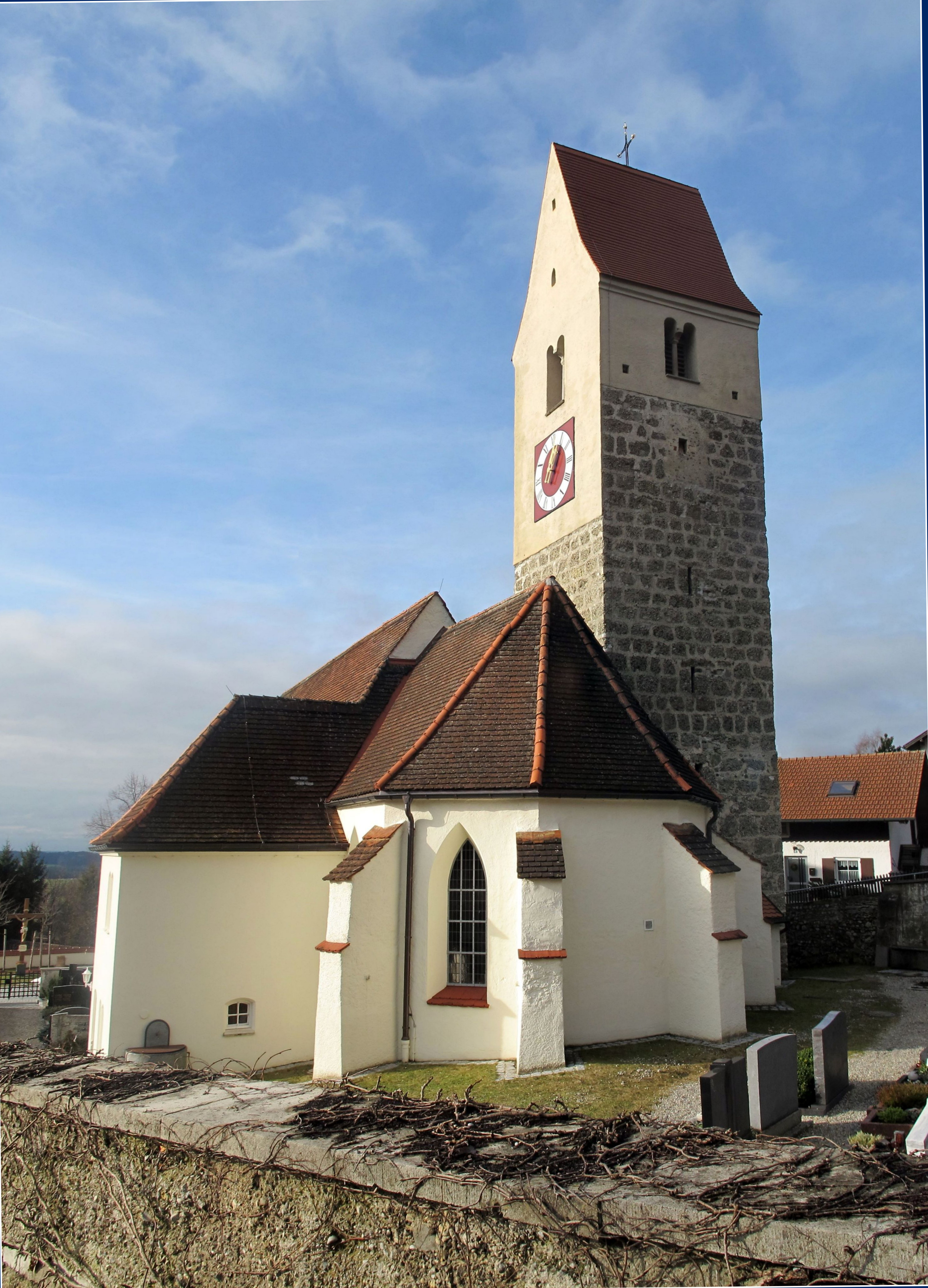
Kirche St. Nikolaus in Schrattenbach

Die katholische Pfarrkirche St. Nikolaus befindet sich in Schrattenbach, einem Ortsteil von Dietmannsried im Landkreis Oberallgäu in Bayern. Das Gebäude steht unter Denkmalschutz.

## Geschichte
Die Kirche dürfte ab dem Jahr 1633 neu errichtet worden sein. Die Einrichtung einer Messpriesterstelle ist bereits ab 1517 überliefert. Im Jahr 1678 fanden ein Umbau und eine Neugestaltung der Kirche statt. Aus dem Jahr 1799 existiert ein Kostenvoranschlag für eine Renovierung. Das Langhaus wurde 1870 um das heutige Emporenjoch verlängert und die Kirche 1877 in neoromanischen Stil restauriert durch die Gebrüder Fischer, Günzach. Neue Altäre erhielt die Kirche in den Jahren 1887/1889 durch die Firma Engel, Babenhausen. Eine Ausmalung der Kirche im Jugendstil erfolgte 1908–1911 durch Kirchenmaler Martin Herz, München. Zudem wurden elf Buntglasfenster von der Firma F. J. Zettler, München, geliefert. Die Sakristei wurde 1923 südlich an den Chorraum angebaut.
1959–1961 erhielt die Kirche im Rahmen einer Entfeuchtung und Renovierung eine neue Ausstattung nach Plänen von Architekt Willi Hornung, Ottobeuren.
Nach Außen- und Turmsanierungen (2006 bzw. 2007) und dem Bau eines neuen Windfangs sowie einer neuen Leichenhalle (2009) wurde 2015 der Dachstuhl saniert. Gleichzeitig erhielt das Kircheninnere eine neue Fassung durch die Künstlerin Anne Hitzker-Lubin, Augsburg, in Zusammenarbeit mit Kirchenmaler Gebhard Eyerschmalz, Reicholzried.

## Baubeschreibung
Das Langhaus besteht aus vier Fensterachsen und wurde 1870 um das Emporenjoch verlängert. Es besitzt stichbogige Fenster und eine Flachdecke. Der ehemalige Südeingang zur Kirche ist vermauert und befand sich unter dem dritten Langhausfenster der Südseite. Durch einen runden Chorbogen schließt sich an das Langhaus der eingezogene dreiseitig geschlossene Chor an. Der Chor, bestehend aus zwei Jochen, ist vermutlich spätgotisch. Bis zur Renovierung 1959–1961 waren die Fenster ebenfalls stichbogig. Außen am Chor sind abgetreppte Strebepfeiler mit Pultdach angebracht. Im Chor befindet sich ein Tonnengewölbe mit neugotischem Rippenprofil um die Stichkappen. Zwei Durchgänge führen vom Chor nördlich in den Kirchturm und südlich in die 1923 neuerrichtete zweigeschossige Sakristei. Der Kirchturm im nördlichen Chorwinkel besteht aus unverputzten Nagelfluhquadern. Das Turmuntergeschoss hat ein Kreuzgratgewölbe mit Stichbogennischen. Die rundbogigen Schallöffnungen im Geschoss der Turmuhr sind vermauert. Im Glockengeschoss befinden sich Klangarkaden mit Zwischensäulen aus Sandstein, deren nördliche jedoch nicht erhalten ist. Gedeckt ist der Kirchturm mit einem Satteldach.

## Ausstattung

### Kircheninneres bis 2015

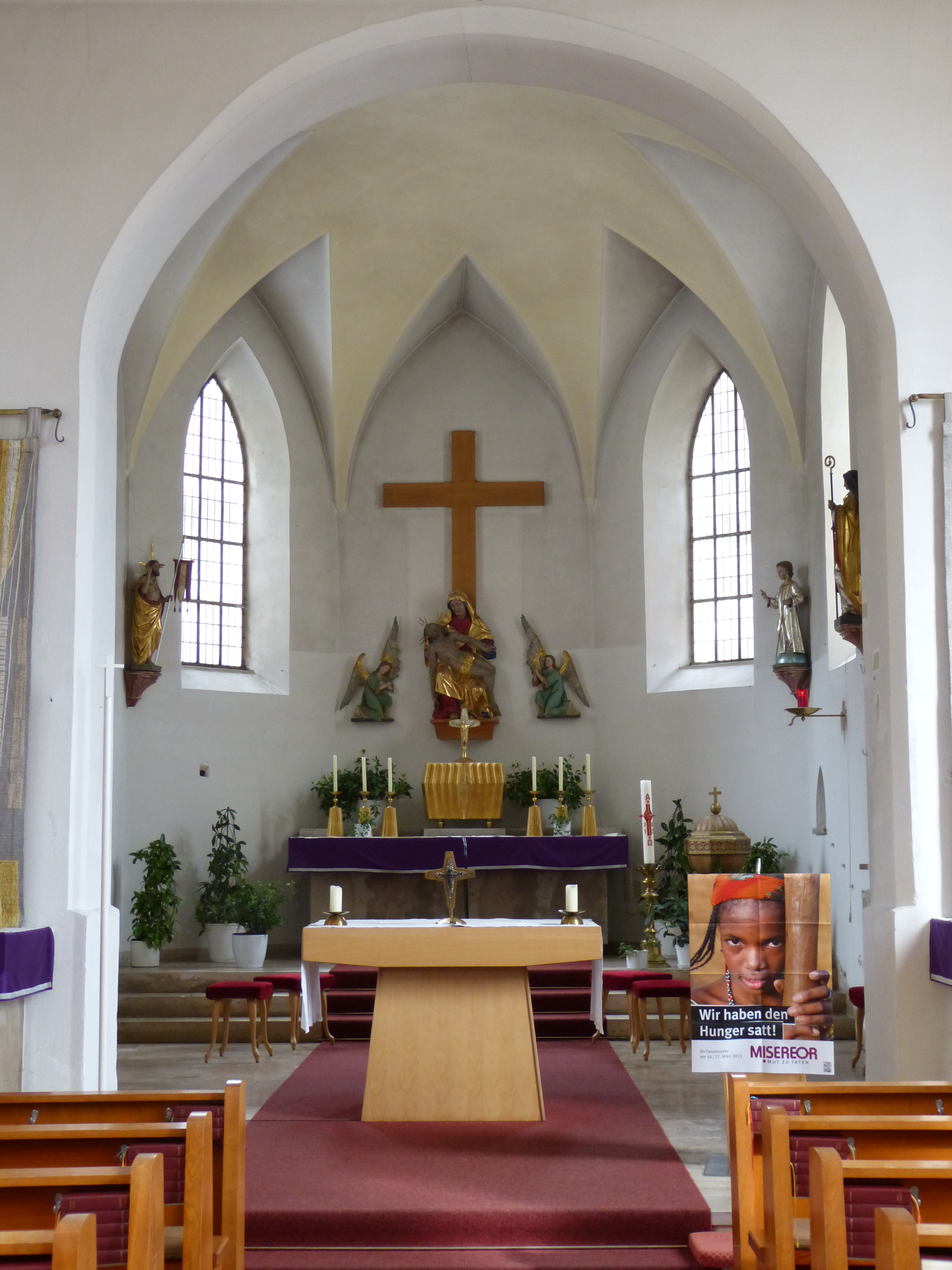
Altar
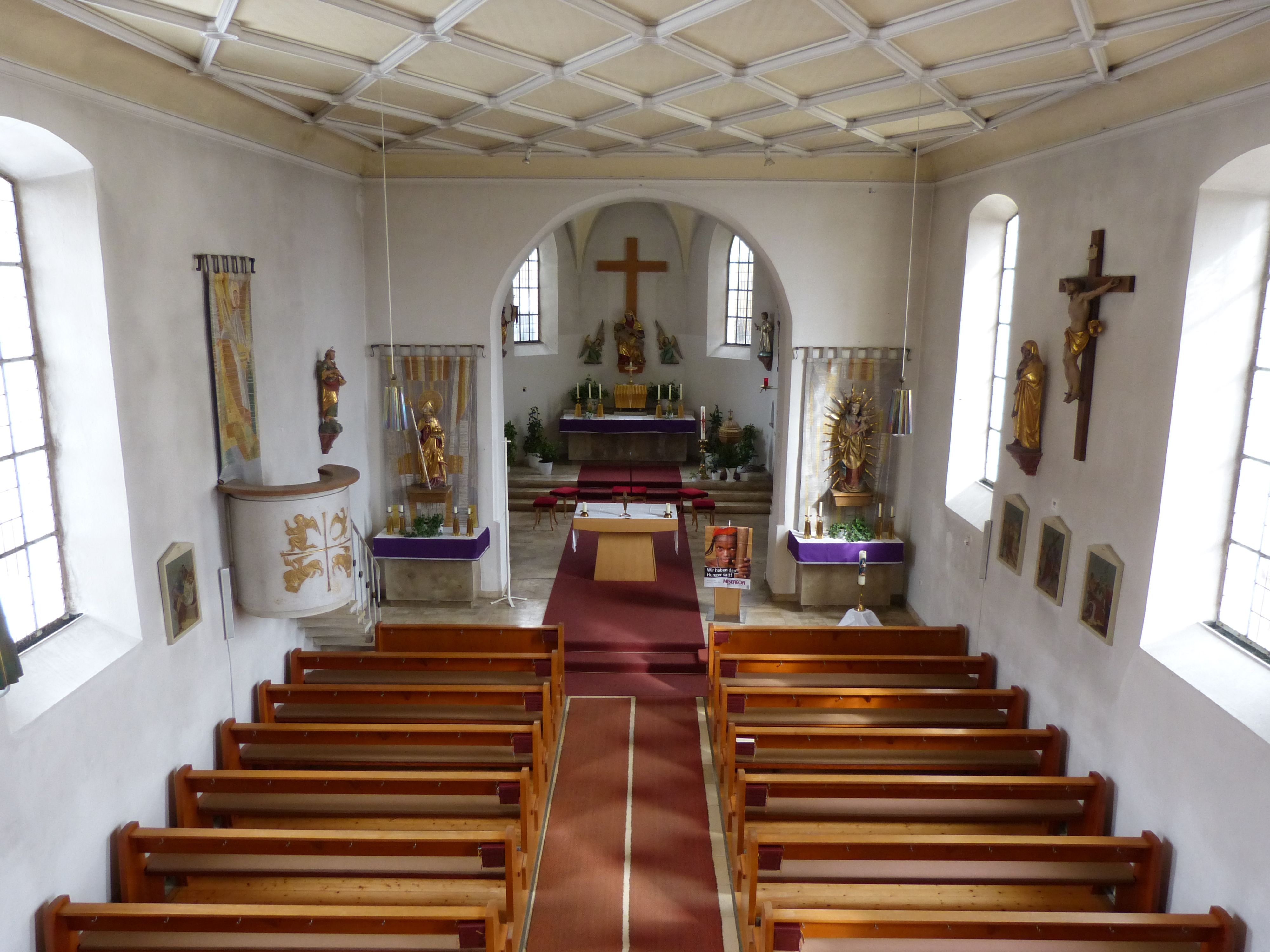
Innenansicht
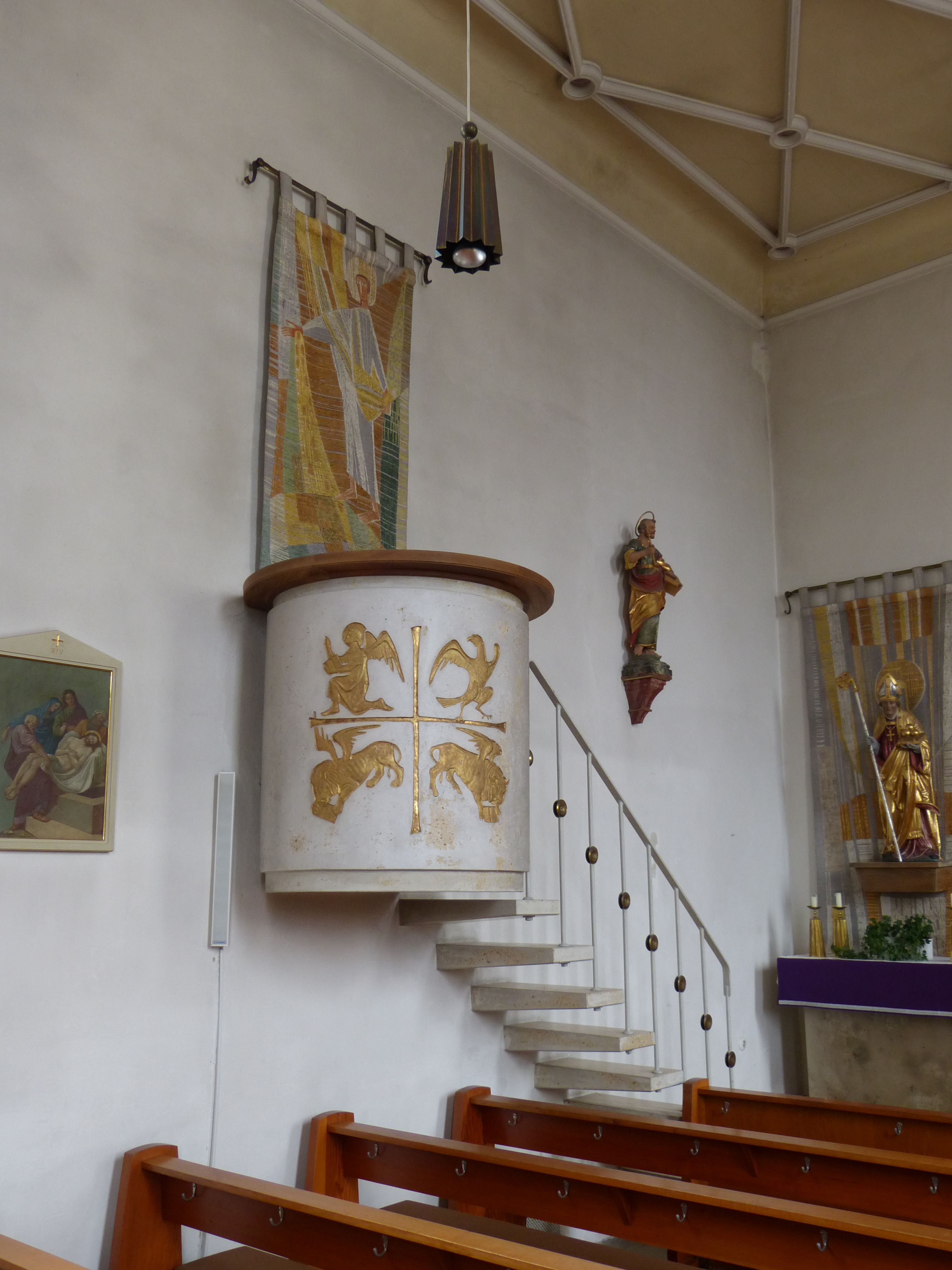
Kanzel (2015 entfernt)

### Orgel

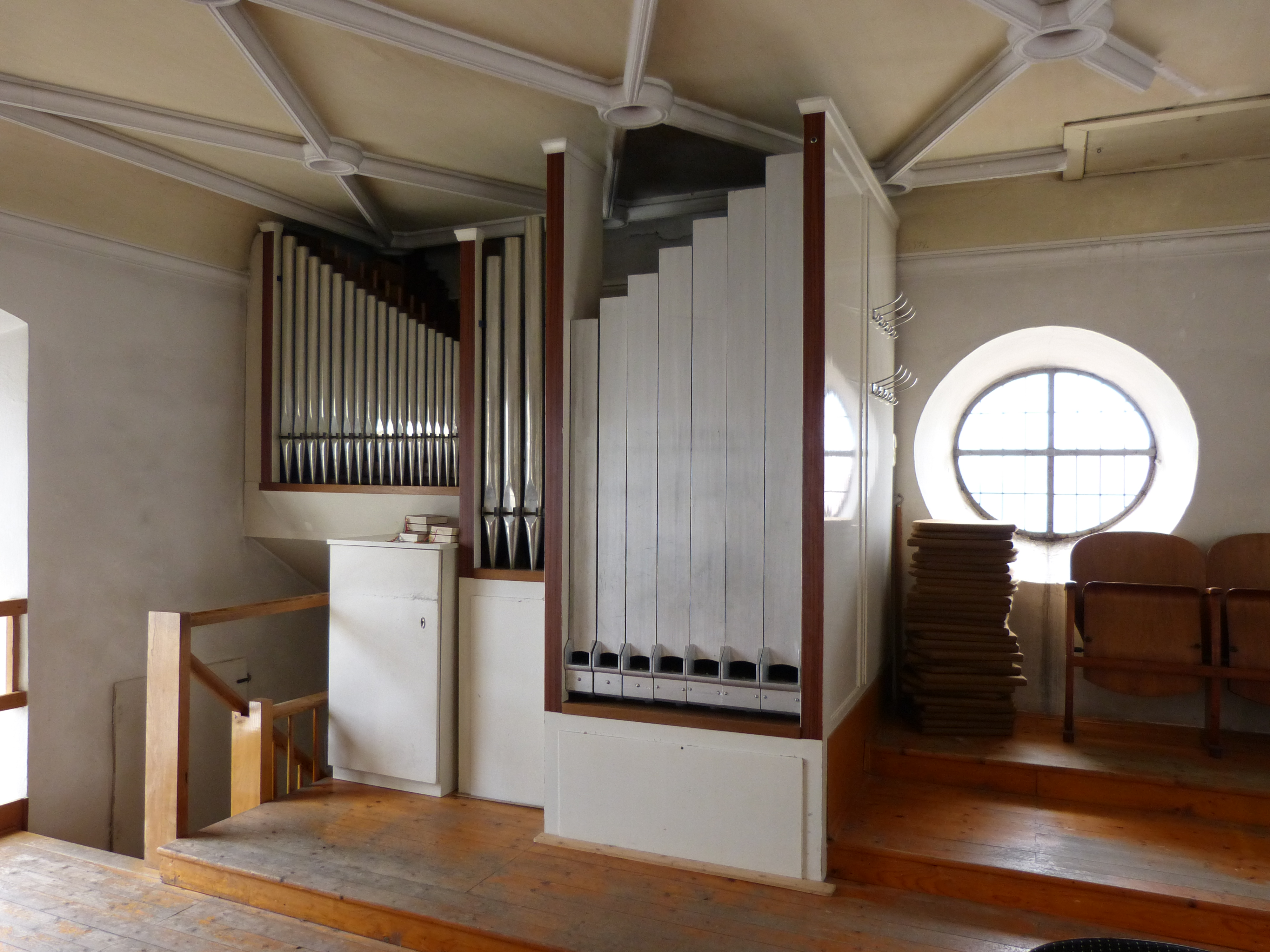
Orgel von 1972

1889 wurde eine Orgel von Balthasar Pröbstl, Füssen, mit sechs Registern mittig auf der Empore aufgestellt und 1922 von Karl Bürkle, Augsburg, um ein Register erweitert. 1972 verwendete Max Offner, Kissing, die Windladen sowie drei Register wieder für einen neobarocken Neubau mit Freipfeifenprospekt über dem Emporenaufgang. Die mechanische Spieltraktur erneuert, das Instrument erhielt eine elektrische Registertraktur. 1998 wurde die Anlage von Orgelbau Maier, Hergensweiler, gereinigt und in der Intonation angepasst. Die Disposition lautet:
| Manual C–    |    |
| Gedackt      | 8′ |
| Weidenpfeife | 8′ |
| Principal    | 4′ |
| Rohrflöte    | 4′ |
| Sifflöte     | 2′ |
| Mixtur III   | 1′ |

| Pedal C– |     |
| Subbass  | 16′ |

- Koppel: I/P

### Glocken
Der Fürstabt des Fürststifts Kempten, Honorius Roth von Schreckenstein, stiftete 1772 eine neue Glocke, die St. Nikolaus geweiht ist. Drei weitere Glocken wurden 1954 von Karl Czudnochowsky als Ersatz für im Zweiten Weltkrieg abgelieferte Glocken gegossen.